# Grandma Moses
Anna Mary Robertson, mer känd som Grandma Moses, född 7 september 1860 i Greenwich i New York, död 13 december 1961 i Hoosick Falls i New York, var en amerikansk naivistisk konstnär.

## Biografi
Anna Mary Robertson började måla i 70-årsåldern efter att hon tvingats sluta med broderi på grund av artrit. Hon återgav framför allt folkliga motiv från den egna barndomen i en naiv och okonstlad stil. Hon blev snart Amerikas mest uppskattade naivist, delvis eftersom motiven påminde om "den gamla goda tiden", och hennes målningar blev med tiden globalt kända i konstvärlden.
Kratern Moses på Venus är uppkallad efter Grandma Moses.
Den kanadensiska folkkonstnären Maud Lewis tavlor uppvisar slående likheter med Grandma Moses och hon har kallats "Canada's Grandma Moses".